# Абизаид, Кристин
Кристин Сандра Абизаид (англ. Christine Sandra Abizaid; род. 7 февраля 1979, Амман, Иордания) — американский офицер разведки. Директор Национального контртеррористического центра в администрации Президента США Джо Байдена до июля 2024 года. Первая женщина на этом посту.

## Ранний период жизни
Родилась 7 февраля 1979 года в Аммане, Иордания. 
В июне 2001 года получила степень бакалавра в области психологии в Калифорнийском университете в Сан-Диего, США. 
В июне 2010 года получила степень магистра в области международных политических исследований в Стэнфордском университете.

## Карьера
Абизаид работала сотрудником контртеррористической разведки в Разведывательном управлении Министерства обороны США и в Совете национальной безопасности США. 
В администрации президента США Барака Обамы она была старшим политическим советником и помощником Президента США по вопросам внутренней безопасности и борьбе с терроризмом. 
В 2014 году она стала заместителем помощника министра обороны по вопросам Афганистана, Пакистана и Центральной Азии. Позже она руководила Отделом оборонных инноваций Министерства обороны США в Остине, штат Техас. В 2017 году присоединилась к организации Dell.
В 2021 году Президент США Джо Байден назначил Абизаид директором Национального контртеррористического центра (НКЦ). Специальный комитет по разведке Сената США провёл открытые слушания по её кандидатуре 9 июня 2021 года. 24 июня 2021 года Сенат утвердил её кандидатуру.

## Личная жизнь
Абизаид, американка ливанского происхождения, является дочерью Джона Абизаида, бывшего офицера, возглавлявшего Центральное командование Вооружённых сил США во время войн в Ираке и Афганистане.
Абизаид — открытая лесбиянка. Состоит в браке с женщиной.